# Сисанийская и Сьятистская митрополия
Сиса́нийская и Сья́тистская митропо́лия (греч. Ιερά Μητρόπολις Σισανίου και Σιατίστης) — каноническая и территориально-административная единица Элладской православной церкви (формально также Константинопольской православной церкви) с центром в городе Сьятиста в Греции.

## История
Первоначально центр епархии располагался в Сисани, а кафедральным собором был храм Успения Пресвятой Богородицы. Епархия входила в состав Охридской архиепископии. Первым из иерархов под 1510 годом упомянут епископ Лаврентий.
В конце XVII века архиепископ Охридский Зосима (Русис) перенёс центр епархии в Сьятисту. После упразднения в 1767 году Охридской архиепископии, статус епархии был повышен до митрополии.
С середины XIX века, когда митрополитом Сисанийским стал Мелетий, управляющие митрополией носят также титул экзархов Македонии.

## Епископы
- Лаврентий (1510)
- Мефодий (1538)
- Анфим	(1578)
- Неофит
- Пахомий
- Самуил (1619)
- Даниил (1624, 1647, 1652)
- Иеремия (1653—1654)
- Парфений (1665, 1668)
- Паисий
- Леонтий I (1676, 1677, 1683)
- Герман (1683—1686)
- Зосим (1686—1746)
- Никифор (1746—1769)
- Кирил (1769—1792)
- Неофит II (1792—1811)
- Иоанникий (1811—1835)
- Леонтий II (1835—1852)
- Мелетий (1852—1864)
- Александр (1864—1869)
- Феофил (1869—1871)
- Амвросий (Константинидис) (1871—1877)
- Агафангел (Стефанакис) (1877—1882)
- Афанасий (Мегаклис) (1882—1893)
- Афанасий (Полемис) (1893—1900)
- Серафим (Скарулис) (1900—1909)
- Иерофей (Антулидис) (1909—1920)
- Герман (Анастасиадис) (1921—1924)
- Агафангел (Папанастасиу) (1924—1929)
- Диодор (Карадзис) (1930—1945)
- Иаков (Клеомвротос) (11 ноября 1945 — 25 июня 1958)
- Поликарп (Льосис) (22 сентября 1958 — 1 января 1973)
- Антоний (Комбос) (25 мая 1974 — 17 декабря 2005)
- Павел (Иоанну) (4 марта 2006 — 13 января 2019)
- Афанасий (Яннусас) (с 23 марта 2019 года)

## Монастыри
- Монастырь Святой Параскевы (Домависти) (мужской)